# Auburn (Georgia)
Auburn es una ciudad ubicada en el condado de Barrow en el estado estadounidense de Georgia. En el censo de 2000, su población era de 6.904.

## Demografía
En el 2000 la renta per cápita promedia del hogar era de $51,346, y el ingreso promedio para una familia era de $52,695. El ingreso per cápita para la localidad era de $20,023. Los hombres tenían un ingreso per cápita de $37,392 contra $24,381 para las mujeres.

## Geografía
Auburn se encuentra ubicado en las coordenadas 34°1′0″N 83°49′55″O / 34.01667, -83.83194 (34.016692, -83.831869).
Según la Oficina del Censo, la localidad tiene un área total de 13,8 km² (5,3 mi²), de la cual 13,8 km² (5,3 mi²) es tierra y 0 km² (0 mi²) (0.0%) es agua.